# Les Sorinières
Les Sorinières (bretonisch: Kersoren) ist eine französische Gemeinde mit 9163 Einwohnern (Stand: 1. Januar 2022) im Département Loire-Atlantique in der Region Pays de la Loire. Les Sorinières gehört zum Arrondissement Nantes und zum Kanton Vertou.
Die Einwohner werden Sorinièrois genannt.

## Geographie
Les Sorinières liegt etwa zehn Kilometer südlich von Nantes.
Durch die Gemeinde führt die Autoroute A83 von Nantes nach Niort.

### Nachbargemeinden
Umgeben ist Les Sorinières von den Nachbargemeinden Rezé im Norden, Vertou im Osten, Le Bignon im Süden und Pont-Saint-Martin im Westen.

## Bevölkerungsentwicklung
| Jahr      | 1962 | 1968 | 1975 | 1982 | 1990 | 1999 | 2006 | 2017 |
| Einwohner | 1821 | 2194 | 3159 | 4299 | 5174 | 6229 | 7251 | 8541 |

## Wirtschaft
Die Weinbaugebiete Muscadet und Gros Plant du Pays Nantais reichen in die Gemeinde hinein.

## Sehenswürdigkeiten
- Kloster Villeneuve, 1200/1201 von Herzogin Constanze von der Bretagne gegründete Zisterzienserabtei, Mutterkloster Buzay, 1791 aufgelöst, teilweise zerstört, heute teilweise Nutzung als Hotel
- Menhire des Faux und de la Haute-Lande
- Kirche Notre-Dame

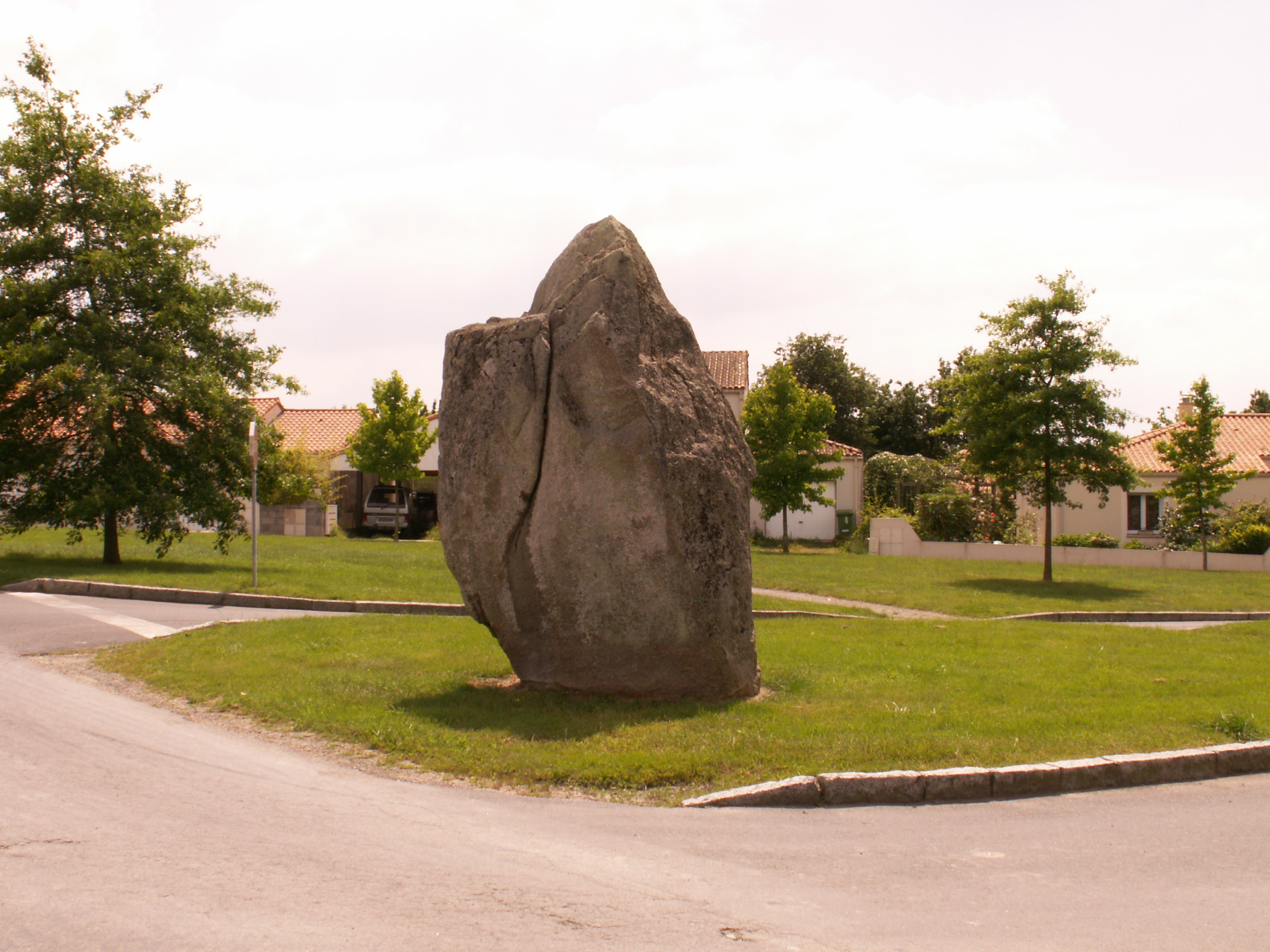
Menhir de la Haute-Lande
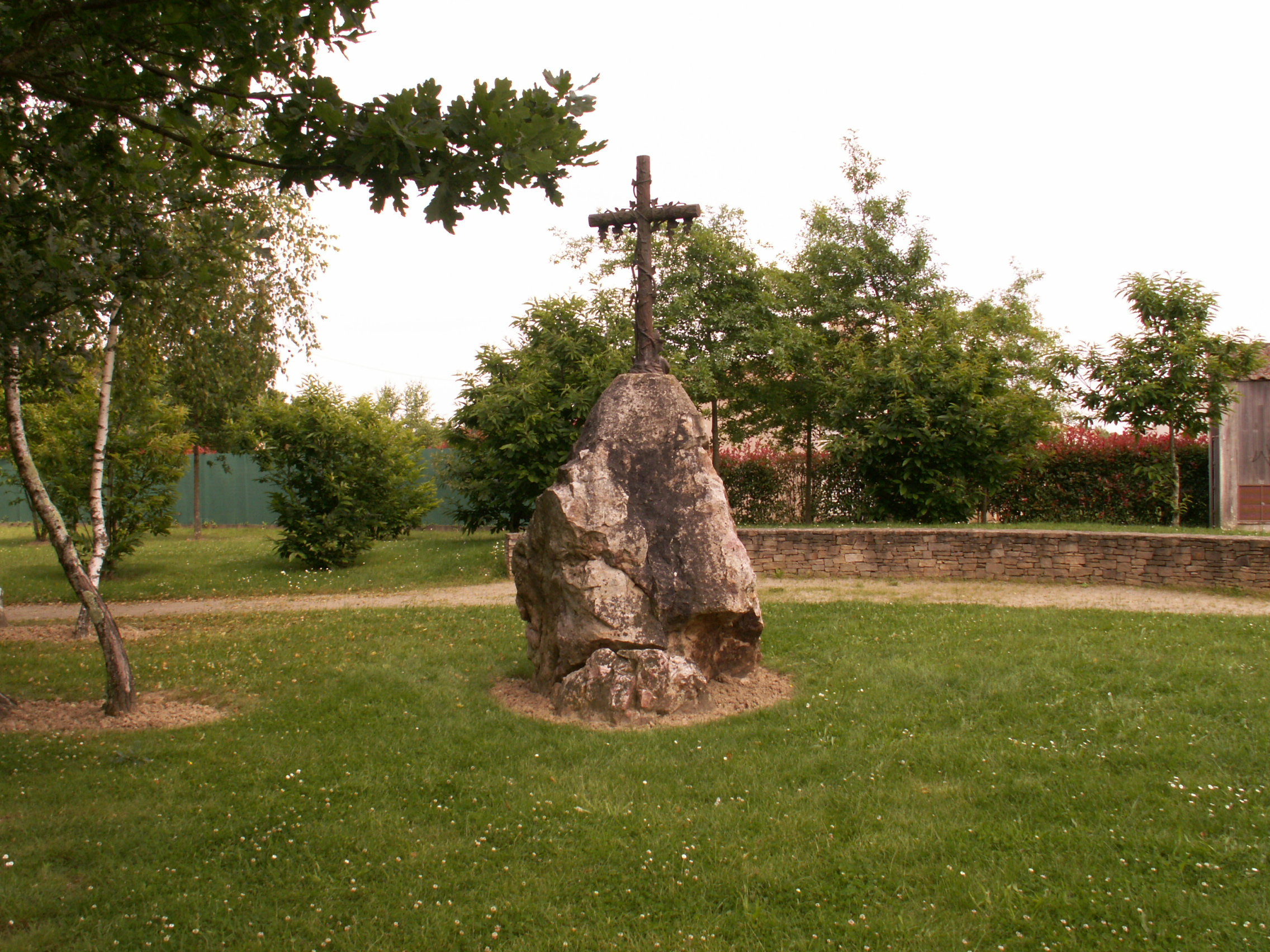
Menhir des Faux